# Condado de Westmoreland (Pensilvânia)
O Condado de Westmoreland (em inglês:  Westmoreland County) é um dos 67 condados do estado americano da Pensilvânia. A sede e maior cidade do condado é Greensburg. Foi fundado em 26 de fevereiro de 1773.
O condado possui uma área de 2 683 km², dos quais 22 km² estão cobertos por água, uma população de 365 169 habitantes, e uma densidade populacional de 137,2 hab/km² (segundo o censo nacional de 2010).